# Station Åbogen
Station Åbogen is een station in Åbogen in de gemeente Eidskog in fylke Innlandet  in  Noorwegen. Het station ligt aan Kongsvingerbanen. Het stationsgebouw dateert uit 1865 en is een ontwerp van Georg Andreas Bull. Het wordt beschermd als monument. Sinds 1990 is Åbogen gesloten voor personenvervoer.